# France Štiglic
France Stiglic (Kranj, 12 novembre 1919 – Lubiana, 4 maggio 1993) è stato un regista e sceneggiatore sloveno.
Con il film del 1948 Na Svoji Zemlji (trad. La nostra terra) ha partecipato al Festival di Cannes 1949. Il film Nono cerchio (titolo originale: Deveti krug) è stato candidato ai Premi Oscar 1961 nella categoria miglior film straniero.
Nel 2020 gli è stata intitolata una via nella capitale slovena Lubiana.

## Filmografia
- Mladina gradi - cortometraggio documentario (1946)
- Vojni zločinci bodo kaznovani - cortometraggio documentario (1946)
- Na svoji zemlji (1948)
- Trst (1951)
- Svet na Kajžarju (1952)
- Slovo od Borisa Kidriča - cortometraggio documentario (1953)
- Volčja noć (1955)
- La valle della pace (Dolina miru) (1956)
- Viza na zloto (1959)
- Nono cerchio (Deveti krug) (1960)
- Balada o trobenti in oblaku (1961)
- Tistega lepega dne (1962)
- Ne joči, Peter (1964)
- Amandus (1966)
- SLO v Beli Krajini - documentario (1972)
- Pastirci (1973)
- Kamnik (1973)
- Povest o dobrih ljudeh (1975)
- Praznovanje pomladi (1978)
- Veselo gostivanje (1984)